# 大田部身万呂
大田部 身万呂（おおたべ みまろ、生没年不詳）は、平安時代の武蔵国児玉郡草田郷（現・埼玉県本庄市栄3丁目から西富田付近）の戸主。

## 概略
1986年、本庄市栄3丁目に所在する薬師元屋舗遺跡の発掘調査中に出土した紡錘車（ほうすいしゃ）に刻まれていた人物の名が大田部身万呂である。紡錘車には、「武蔵国児玉郡草田郷戸主大田部身万呂」と記されていた。大田部氏は朝廷の新田開発集団が基の氏族であり、身万呂はその末裔と考えられる。つまり、有道氏（後の児玉氏）が移住する以前から児玉郡を開墾していた氏族である（児玉氏が郡南部から北部へ広がったのに対し、大田部氏は郡北部を開発していたものと見られる）。

## 草田郷の再発見
『和名類聚抄』（10世紀中頃に成立）の通行本文である元和古活字版の記録によると、児玉郡には「黄田郷」があったと記述されている。その発音から現在の児玉町吉田林（きたばやし）の周辺が比定地とされてきた。ところが、当遺跡から出土したこの紡錘車の記述によって、通行の『和名類聚抄』の記述が誤写である事が判明し、「黄田郷」は存在しない事が判った。ところが、『和名類聚抄』の平安時代写本である高山寺本では、この部分は黄田郷でなく、正しく草田郷となっている。それらの結果を総合すると、草田郷の所在地は現在の本庄市栄3丁目から西富田の付近に存在したと言う事も推定できる。平安時代の出土物（遺物）によって、『倭名類聚抄』の古写本の本文が正しいことが判明した珍しい事例であり、考古学的にも重要な資料である。

## 備考
- 1戸の平均人口は50人ほどとされる。そして1郷は50戸とされる為、身万呂は2500人の中の戸主と言う事になる。当時の児玉郡は4郷から成り、人口は1万人ほどだったと考えられている。
- 『和名類聚抄』の高山寺本（平安時代末期の写本）と名博本では「草田郷」と記されているのに対し、大東急本（室町時代中期の写本）や元和古活字本では「黄田郷」と記されている。元和古活字本は、大東急本と同系統の写本を元に刊行されたものであるので、その誤写を引き継いだものと考えられる。
- 古代男性の人名につけられる「○○マロ」とは、太郎や一郎と同様に長男を意味するものと考えられて[要出典]おり、遵って、身万呂も長男と見られる。また、ミマロのミから巳年生まれではないかとの考察もある。